# Chartered Institution of Water and Environmental Management
La Chartered Institution of Water and Environmental Management (CIWEM) est un organisme professionnel indépendant et un organisme de bienfaisance enregistré au Royaume-Uni, qui œuvre au niveau international pour faire progresser la science, principalement dans les domaines de la gestion des ressources en eau et de la gestion des ressources environnementales dans un souci de développement durable. Il est autorisé par le Conseil scientifique britannique à attribuer le statut de scientifique agréé et d'environnementaliste agréé aux membres qualifiés. L'institution est membre de la Société pour l'Environnement.
L'organisation est créée en 1987 lorsque l'Institution des ingénieurs de la santé publique, l'Institution des ingénieurs et scientifiques de l'eau et l'Institut de contrôle de la pollution de l'eau ont fusionné. Elle obtient une charte royale en 1995.

## Prix CIWEM
Le CIWEM décerne un certain nombre de prix chaque année. Depuis 2007, l'organisation organise le concours CIWEM Environmental Photographer of the Year (EPOY) destiné aux photographes et cinéastes, dans le but de sensibiliser la communauté internationale aux problèmes environnementaux et sociaux, tels que le changement climatique et les inégalités sociales. Les photographies et films gagnants ou présélectionnés sont présentés dans une exposition à la Royal Geographical Society de Londres, avant une tournée au Royaume-Uni.
D'autres prix décernés par le CIWEM incluent le prix de la zone humide durable de l'année, le prix de l'eau de demain, et le prix du parlementaire environnemental de l'année. Ils attribuent aussi les prix du Photographe environnemental de l'année, le Jeune environnementaliste de l'année (YETOY), le UK Junior Water Prize en association avec le Stockholm International Water Institute, et le Prix Nick Reeves pour les arts et l'environnement,.

## Communautés CIWEM
CIWEM compte également un certain nombre de succursales (principalement à travers le Royaume-Uni), de groupes et de réseaux, notamment :
- Réseau des ressources en eau
- Groupe fluvial et côtier[10]
- Groupe de drainage urbain[11]
- Réseau sur le changement climatique
- Réseau Arts et Environnement
- Réseau de terrains contaminés
- Réseau confessions et environnement
- Réseau du capital naturel
- Réseau énergétique
- Réseau de gestion des déchets et des ressources
- Réseau d’approvisionnement et de qualité de l’eau
- Réseau des eaux usées et des biosolides
- Réseau aérien
- Groupe de spécialistes de la gestion des risques d’inondations et d’érosion côtière
- Fierté WEM
- Réseau de début de carrière CIWEM
- Communauté des inondations et des côtes